# Duboisvalia simulans
Duboisvalia simulans là một loài bướm đêm trong họ Castniidae. Loài này được tìm thấy ở Colombia, Bolivia, Venezuela, Peru và Brazil.

## Phân loài
- Duboisvalia simulans simulans (Colombia, Bolivia, Venezuela)
- Duboisvalia simulans melessus (Druce, 1890) (Peru)
- Duboisvalia simulans michaeli (Preiss, 1899) (Brazil: Amazonas)
- Duboisvalia simulans modificata (Strand, 1913) (Colombia)
- Duboisvalia simulans securis (Talbot, 1929) (Brazil: Amazonas)
- Duboisvalia simulans songata (Strand, 1913) (Bolivia)
- Duboisvalia simulans tarapotensis (Preiss, 1899) (Peru)